# Hatzfeld (Eder)
Hatzfeld is een gemeente in de Duitse deelstaat Hessen, gelegen in de Landkreis Waldeck-Frankenberg.
Hatzfeld telt 2.939 inwoners.

## Geschiedenis
Deze gemeente heette in 1138 Hepisvelt .
1340 kreeg het plaatsje de stadsrechten.
1866 kwam Hatzfeld naar Pruisen en verloor de stadsrechten.
Pas na 1950 kreeg Hatzfeld de stadsrechten weer terug.

## Stadsdelen
- Biebighausen
- Ebenfeld
- Eifa
- Holzhausen
- Lindenhof
- Reddighausen

Allendorf (Eder) ·
Bad Arolsen ·
Bad Wildungen ·
Battenberg (Eder) ·
Bromskirchen ·
Burgwald ·
Diemelsee ·
Diemelstadt ·
Edertal ·
Frankenau ·
Frankenberg (Eder) ·
Gemünden (Wohra) ·
Haina (Kloster) ·
Hatzfeld (Eder) ·
Korbach ·
Lichtenfels ·
Rosenthal ·
Twistetal ·
Vöhl ·
Volkmarsen ·
Waldeck ·
Willingen (Upland)